# Adam Šangala (powieść)
Adam Šangala, (pol. Adam Szangala) – powieść historyczna Ladislava Nádaši-Jégégo z 1923 roku.
Głównym bohaterem powieści jest Adam Szangala, syn chłopa, który po śmierci ojca powieszonego w ramach kary za polowanie w lesie feudała, opuszcza rodzinną wieś i rusza w świat. Jego niezbyt długie ale intensywne życie kończy się tragicznie, umiera od ciosu katowskiego topora. Utwór reprezentuje współczesną literaturę słowacką i zawiera analizę stosunków społecznych w pierwszej połowie XVII wieku na tle barwnych losów bohaterów. Porusza także kwestię rywalizacji wyznania rzymskokatolickiego z wyznaniem protestanckim na Słowacji.

## Adaptacje
Na motywach powieści powstał czechosłowacki trzyodcinkowy miniserial Adam Szangala w reżyserii Karola Spišáka, którego premiera miała miejsce w 1972 roku.